# Tuntenhausen
Tuntenhausen – miejscowość i gmina w Niemczech, w kraju związkowym Bawaria, w rejencji Górna Bawaria, w regionie Südostoberbayern, w powiecie Rosenheim. Leży około 12 km na północny zachód od Rosenheimu, przy liniach kolejowych Monachium – Innsbruck oraz Monachium - Salzburg.

## Demografia
Dane o ludności z 31 grudnia 2008:
| Opis                                | Ogółem | Ogółem | Kobiety | Kobiety | Mężczyźni | Mężczyźni |
| ----------------------------------- | ------ | ------ | ------- | ------- | --------- | --------- |
| Jednostka                           | osób   | %      | osób    | %       | osób      | %         |
| Populacja                           | 6951   | 100    | 3447    | 49,59   | 3504      | 50,41     |
| Wiek przedprodukcyjny (0–17 lat)    | 1693   | 24,36  | 794     | 11,42   | 899       | 12,93     |
| Wiek produkcyjny (18–65 lat)        | 4286   | 61,66  | 2108    | 30,33   | 2178      | 31,33     |
| Wiek poprodukcyjny (powyżej 65 lat) | 972    | 13,98  | 545     | 7,84    | 427       | 6,14      |

## Polityka
Wójtem gminy jest Otto Lederer z CSU/FWG, rada gminy składa się z 20 osób.
|      | CSU/FWG | SPD/FW | FWGB | PFWGSuU | WGHuU | UWOuU | FL | Razem |
| 2008 | 7       | 2      | 2    | 3       | 3     | 2     | 1  | 20    |
| 2002 | 7       | 1      | 3    | 3       | 3     | 2     | 1  | 20    |

## Galeria

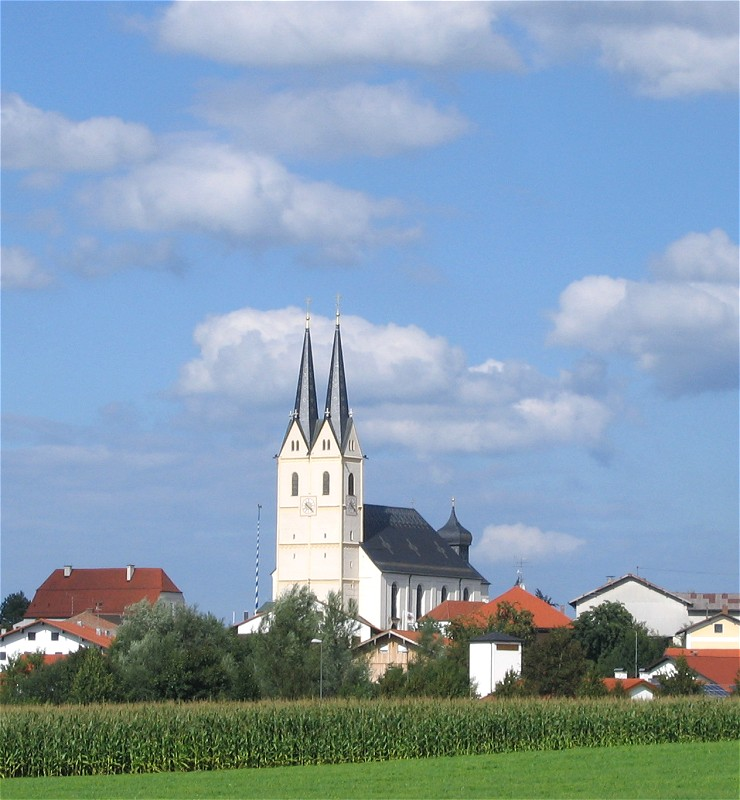
Tuntenhausen
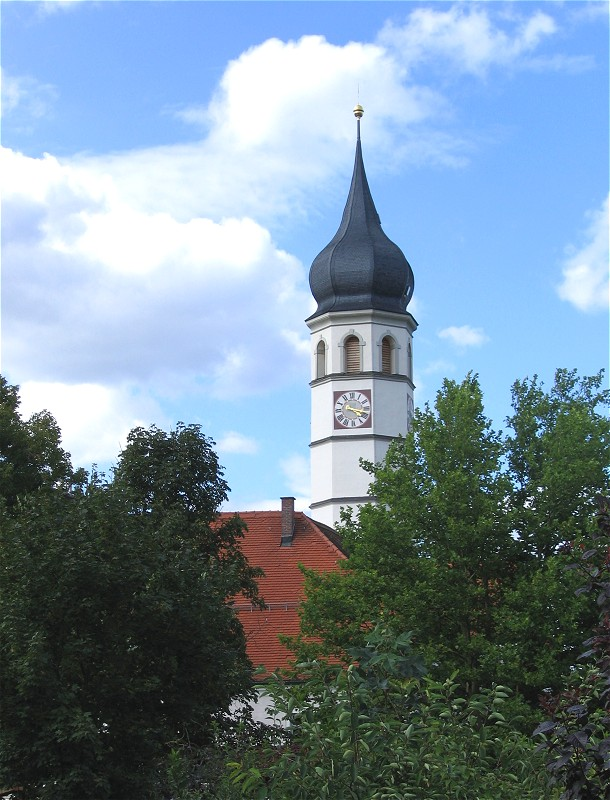
Kościół w dzielnicy Beyharting
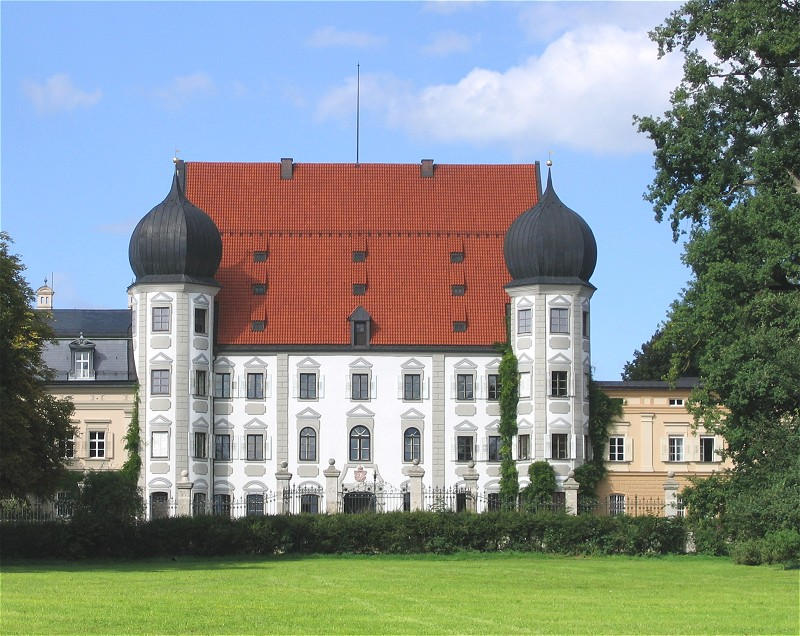
Zamek w dzielnicy Maxlrain